# No Sleep ’til Hammersmith
No Sleep ’til Hammersmith ist das erste Livealbum der britischen Heavy-Metal-Band Motörhead. Es wurde am 27. Juni 1981 veröffentlicht. Das Album schaffte es bis auf Platz 1 der britischen Charts und markiert damit hinsichtlich der Platzierungen die bis heute erfolgreichste Veröffentlichung der Gruppe.

## Entstehungsgeschichte
Alle Titel mit Ausnahme von Iron Horse, das aus einem Konzert von 1980 stammte, wurden in der Queens Hall in Leeds und der City Hall in Newcastle während der „Short, Sharp, Pain in the Neck“-Tour 1981 aufgenommen. Der Name der Tour rührte von einem Unfall des Schlagzeugers Phil Taylor her, der während einer After-Show-Feier auf seinen Kopf fiel. Obwohl der Name der Platte etwas Gegenteiliges vermuten lässt, wurde auf dieser Tour kein Konzert im Hammersmith Odeon gespielt.
Da die Band damals nicht genügend Material für ein volles Doppelalbum spielte, ein einfacher Longplayer aber zu kurz für das volle Konzert war, waren Teile des Auftritts nicht auf der Originalfassung enthalten. Nicht nur wurden ganze Songs weggelassen, sondern auch Ansagen wurden – teilweise sinnentstellend – verkürzt zusammengeschnitten, was man beim Vergleich der originalen Konzertaufnahme mit der ersten LP-Fassung feststellt. Auch wurde die Reihenfolge von Songs im Vergleich zur Setlist teilweise geändert. Erst in späteren Editionen wurden die fehlenden Songs von der Tour und komplette Konzertmitschnitte veröffentlicht.
Der Mitschnitt erfolgte auf einer für die damalige Zeit üblichen 24-Spur-Bandmaschine direkt aus dem Soundboard, wobei die Band selbst nur 20 Spuren belegte und für die Live-Atmosphäre lediglich ein Stereo-Signal über zwei Mikrofone ergänzt wurde. Produziert wurde es von Vic Maile († 1989), der schon die vorangegangenen Studio-Alben aufnahm. In den Produktionsnotizen wird erwähnt, dass Maile im Vergleich zu den Studioaufnahmen große Mühe hatte, mit der großen Lautstärke der Band umzugehen. Der Pegel der drei Instrumente wurde ständig höhergedreht, weil jeder lauter sein wollte als der Rest der Band. Die ständigen Anweisungen beim Soundcheck, das eigene Instrument lauter zu drehen, gipfelten irgendwann in der zusammengefassten Regel »Everything louder than everyone else«. Dieser geflügelte Spruch für einen Motörhead-Soundcheck wurde später von der Band für das gleichnamige in Hamburg mitgeschnittene Live-Album verwendet.

## Titelliste des originalen Longplayers
1. Ace of Spades – 3:01 (Newcastle 30. März 1981)
2. Stay Clean – 2:50 (Newcastle 30. März 1981)
3. Metropolis – 3:31 (Newcastle 30. März 1981)
4. The Hammer – 3:05 (Newcastle 29. März 1981)
5. Iron Horse – 3:58 (Aufnahme von 1980)
6. No Class – 2:34 (Leeds 28. März 1981)
7. Overkill – 5:13 (Newcastle 30. März 1981)
8. (We Are) The Roadcrew – 3:31 (Newcastle 30. März 1981)
9. Capricorn – 4:40 (Newcastle 30. März 1981)
10. Bomber – 3:24 (Leeds 28. März 1981)
11. Motörhead – 4:47 (Newcastle 29. März 1981)

## Erweiterte Neuauflagen

### Remaster/Reissue (Victor, Japan 1997)
Diese Japan-Ausgabe auf CD enthielt das originale Album in einer remasterten Fassung und um folgende Songs ergänzt:
1. Over The Top
2. Capricorn (Alternate Version)
3. Train Kept a Rollin’

Diese Auflage ist inhaltsgleich mit der 1999 erschienenen Auflage des Labels Castle Music.

### Expanded Edition (Metal-Is/Victor, England/Japan 2001, 2002)
Die von Metal-Is Records veröffentlichte Doppel-CD enthielt erstmals eine Zusammenstellung, die der damaligen Tour-Setlist entsprach. Die fehlenden Songs wurden aus den unterschiedlichen Mitschnitten in Leeds und Newcastle zusammengestellt. Es handelt sich hierbei um
1. Shoot You In The Back (Newcastle 29. März 1981)
2. Jailbait (Leeds 28. März 1981)
3. Leaving Here (Leeds 28. März 1981)
4. Fire, Fire (Newcastle 29. März 1981)
5. Too Late, Too Late (Newcastle 30. März 1981)
6. Bite The Bullet/The Chase Is Better Than The Catch (Newcastle 30. März 1981)

### 40th Anniversary Edition
Zum 40. Jubiläum des Albums erschien 2021 eine neue remasterte Fassung des Originalalbums, ergänzt um folgende Soundcheck-Mitschnitte:
1. Stay Clean (Newcastle 30. März 1981)
2. Limb From Limb (Newcastle 30. März 1981)
3. Iron Horse (Newcastle 30. März 1981)

Je nach Version dieser Neuauflage sind auf zusätzlichen Tonträgern Konzertmitschnitte vollständig in originaler Reihenfolge enthalten. Bei der einfachen Doppel-CD handelt es sich hierbei um das Newcastle-Konzert vom 30. März 1981, von dem auch die meisten Mitschnitte für die originale Veröffentlichung verwendet wurden.

## Rezeption
No Sleep ’til Hammersmith wird im Buch 1001 Albums You Must Hear Before You Die als eines der Werke geführt, die man während seines Lebens mindestens einmal gehört haben sollte. Anlässlich der Veröffentlichung von No Sleep 'Til Hammersmith - 40th Anniversary Edition konstatierte Tom Lubowski im Rock It!: „Auch 40 Jahre nach dem denkwürdigsten Motörhead-Gig stellt No Sleep 'Til Hammersmith das unangefochtene und über allem thronenende Magnum Opus aller Heavy-Metal-Livescheiben dar.“